# Пивничий
Пивничий (пол. piwniczy, лат. incisor dapum, structor mensae) — уряд двірський Речі Посполитої.

## Обов'язки
Опікувався королівськими пивницями, в яких зберігалося вино та пиво.
За часів правління Генріха III та Стефана Баторія уряд був розділений на дві окремі посади:
- пивничий, який завідував вином. Особа на цій посаді опікувалася також посудом та приладдям для подачі вина;
- пивничий, який завідував пивом. Цей урядник також постачав на королівський двір хліб, свічки та інші предмети побуту.

У Литві певний час королівськими пивницями управляв надвірний підчаший, який виконував ті ж функцій.
З часом посада пивничого стала титулярною.